# Lu Jingjing
Lu Jingjing (chinês simplificado: 鲁晶晶, pinyin: Lú Jīngjīng; Pronúncia mandarim: [lu3 tɕíŋ tɕíŋ]; nascida em 5 de maio de 1989) é uma jogadora de tênis profissional chinesa.
Jingjing detém um título de duplas e três de simples da WTA e onze títulos de duplas do circuito feminino da ITF. Em 15 de janeiro de 2018, ela alcançou seu maior ranking mundial de simples ao ser número 159, já nas duplas, o seu melhor ranking foi o de número 105 alcançado em 21 de setembro de 2009.